# معاون رئیس‌جمهور افغانستان
معاون ریاست جمهوری افغانستان دومین مقام سیاسی در افغانستان است. معاونین کنونی ریاست جمهوری افغانستان به همراه رئیس جمهور توسط انتخابات تعیین می‌شود. هر کاندید ریاست جمهوری قبل از انتخاب دو معاون برای خود تعیین می‌کند. معاونین پیشین ریاست جمهوری افغانستان امرالله صالح (معاون اول ریاست جمهوری) و سرور دانش (معاون دوم ریاست جمهوری) است.
با آنکه سردار محمد داوود خان پایه‌گذار جمهوری افغانستان و نخستین رئیس‌جمهور افغانستان بود، اما مقام معاون برای نخستین بار در افغانستان توسط شاه امان‌الله خان  هنگامی بوجود آمد که نامبرده در سال ۱۹۲۶ سلطنت مشروطه اعلام کرد و مقام "یاور" (بعداً "معاون") را تشکیل داده و یاور محمود شاغاسی را منحیث "یاور اول حضور" (بعداً "معان اول") منتخب کرده بدین سمت برای بار نخست تقرر داد.
| عنوان         | نام              | اتمام       | آغاز      | نکته |
| ------------- | ---------------- | ----------- | --------- | --- |
| یاور اول حضور | محمود خان شاغاسی | ژانویه ۱۹۲۹ | ژوئن ۱۹۲۶ | امان الله خان در سال ۱۹۲۶ سلطنت مشروطه اعلام کرد و مقام یاور اول حضور (بعداً "معاون اول") را بوجود آورده، محمود خان یاور را بدان مقام برگزید. |

## جمهوری افغانستان
| عنوان              | نام         | آغاز       | اتمام      | نکته                                                             |
| ------------------ | ----------- | ---------- | ---------- | ---------------------------------------------------------------- |
| معاون ریاست جمهوری | سید عبدالله | فوریه ۱۹۷۸ | آوریل ۱۹۷۸ | معاون رئیس جمهور محمد داوود خان و وزیر دارایی. در کودتا کشته شد. |
|                    |             |            |            |                                                                  |

## جمهوری دموکراتیک افغانستان
معاون رئیس‌جمهور، معاون شورا انقلاب بین آوریل ۱۹۷۸ و آوریل ۱۹۸۸ بود.
| عنوان                   | نام               | آغاز        | اتمام        | رئیس جمهور    |
| ----------------------- | ----------------- | ----------- | ------------ | ------------- |
| نائب رئیس شورای انقلابی | ببرک کارمل        | آوریل ۱۹۷۸  | ژوئن ۱۹۷۸    | نورمحمد تره‌کی |
| نائب رئیس شورای انقلابی | اسدالله سروری     | ۱۹۷۸        | ??           | نورمحمد تره‌کی |
| نائب رئیس شورای انقلابی | حفیظ‌الله امین     | ژوئیه ۱۹۷۹  | سپتامبر ۱۹۷۹ | نورمحمد تره‌کی |
| نائب رئیس شورای انقلابی | سلطان‌علی کشتمند   | دسامبر ۱۹۷۹ | ??           | حفیظ‌الله امین |
| نائب رئیس شورای انقلابی | اسدالله سروری     | دسامبر ۱۹۷۹ | ژوئن ۱۹۸۰    | ببرک کارمل    |
| نائب رئیس شورای انقلابی | عبدالقادر (نظامی) | ۱۹۸۱        | ۱۹۸۳         | ببرک کارمل    |
| نائب رئیس شورای انقلابی | گل آغا            | ۱۹۸۳        | نوامبر ۱۹۸۶  | ببرک کارمل    |
| نائب رئیس شورای انقلابی | حاجی‌محمد چمکنی    | نوامبر ۱۹۸۶ | آوریل ۱۹۸۸   | محمد نجیب‌الله |

معاونان ریاست جمهوری پس از قانون اساسی جدید منصوب و انتخابات صورت گرفت. چهار معاون ریاست جمهوری توسط رئیس جمهور انتخاب شدند و توسط مجلس ملی موافقت شد.
| عنوان              | نام             | آغاز    | اتمام      | نکته                                                                 |
| ------------------ | --------------- | ------- | ---------- | -------------------------------------------------------------------- |
| معاون ریاست جمهوری | عبدالرحیم هاتف  | مه ۱۹۸۸ | آوریل ۱۹۹۲ | معاون اول رئیس جمهور وقت محمد نجیب‌الله. ژوئیه ۱۹۹۱ - آوریل ۱۹۹۲.     |
| معاون ریاست جمهوری | محمد رفیع       | مه ۱۹۸۸ | آوریل ۱۹۹۲ | محمد نجیب‌الله رئیس جمهور وقت بود.                                    |
| معاون ریاست جمهوری | عبدالحمید محتاط | مه ۱۹۸۸ | آوریل ۱۹۹۲ | محمد نجیب‌الله رئیس جمهور وقت بود.                                    |
| معاون ریاست جمهوری | عبدالواحد سرابی | مه ۱۹۸۸ | آوریل ۱۹۹۲ | معاون اول رئیس جمهور وقت محمد نجیب‌الله بود. ژانویه۱۹۹۱ - ژوئیه ۱۹۹۱. |
| معاون ریاست جمهوری | سلطان‌علی کشتمند | مه ۱۹۹۰ | آوریل ۱۹۹۱ | معاون اول رئیس جمهور وقت محمد نجیب‌الله بود. مه ۱۹۹۰ - ژانویه۱۹۹۱.    |
| معاون ریاست جمهوری | محمد اسحاق توخی | ۱۹۹۲    | آوریل ۱۹۹۲ | محمد نجیب‌الله رئیس جمهور وقت بود.                                    |

## دولت اسلامی افغانستان
در این دوره معاون ریاست جمهوری توسط رئیس جمهور منصوب می‌شد.
| عنوان              | نام            | آغاز       | اتمام      | نکته                                                  |
| ------------------ | -------------- | ---------- | ---------- | ----------------------------------------------------- |
| معاون ریاست جمهوری | رسول سیاف      | ژوئیه ۱۹۹۲ | اوت۱۹۹۲    | برهان‌الدین ربانی رئیس جمهور وقت بود.                  |
| معاون ریاست جمهوری | مولوی میر حمزه | اوت۱۹۹۲    | ژانویه۱۹۹۳ | برهان‌الدین ربانی رئیس جمهور وقت بود. در دفترش درگذشت. |
| معاون ریاست جمهوری | محمدشاه فضلی   | ژانویه۱۹۹۳ | ۱۹۹۴       | برهان‌الدین ربانی رئیس جمهور وقت بود.                  |
| معاون ریاست جمهوری | محمد نبی محمدی | ژانویه۱۹۹۳ | ۱۹۹۶       | برهان‌الدین ربانی رئیس جمهور وقت بود.                  |

## دولت موقت افغانستان
در طول اداره دولت موقت و دولت انتقالی افغانستان و تا زمانی که لویه جرگه قانون اساسی جدید را تصویب نکرده بود بیش از دو معاون در دولت موقت وجود داشت.
| عنوان     | نام              | آغاز           | اتمام        | نکته                                         |
| --------- | ---------------- | -------------- | ------------ | -------------------------------------------- |
| نائب رئیس | هدایت امین ارسلا | ۲۲ دسامبر ۲۰۰۱ | ۱۹ ژوئن ۲۰۰۲ | پشتون، نماینده گروه روم.                     |
| نائب رئیس | محمدقسیم فهیم    | ۲۲ دسامبر ۲۰۰۱ | ۱۹ ژوئن ۲۰۰۲ | تاجیک و وزیر دفاع ائتلاف شمال.               |
| نائب رئیس | سیما سمر         | ۲۲ دسامبر ۲۰۰۱ | ۱۹ ژوئن ۲۰۰۲ | هزاره، نماینده زنان و گروه روم.              |
| نائب رئیس | محمد محقق        | ۲۲ دسامبر ۲۰۰۱ | ۱۹ ژوئن ۲۰۰۲ | هزاره و از رهبران حزب وحدت اسلامی افغانستان. |
| نائب رئیس | محمد شاکر کارگر  | ۲۲ دسامبر ۲۰۰۱ | ۱۹ ژوئن ۲۰۰۲ | اوزبیک و از رهبران جبهه متحد اسلامی.         |

## جمهوریاسلامی افغانستان
پس از سال ۲۰۰۴ معاونین رئیس جمهور به همراه رئیس جمهور از طریق انتخابات تعیین می‌شوند.
| عنوان                  | نام              | آغاز            | اتمام           | نکته                                                               |
| ---------------------- | ---------------- | --------------- | --------------- | ------------------------------------------------------------------ |
| معاون ریاست جمهوری     | هدایت امین ارسلا | ۱۹ ژوئن ۲۰۰۲    | ۷ دسامبر ۲۰۰۴   | به نمایندگی از قوم پشتون برای مدتی موقت تعیین شده بود.             |
| معاون ریاست جمهوری     | محمدقسیم فهیم    | ۱۹ ژوئن ۲۰۰۲    | ۷ دسامبر ۲۰۰۴   | به نمایندگی از قوم تاجیک برای مدتی موقت تعیین شده بود.             |
| معاون ریاست جمهوری     | نعمت‌الله شهرانی  | ۱۹ ژوئن ۲۰۰۲    | ۷ دسامبر ۲۰۰۴   | به نمایندگی از قوم اوزبیک برای مدتی موقت تعیین شده بود.            |
| معاون ریاست جمهوری     | کریم خلیلی       | ۱۹ ژوئن ۲۰۰۲    | ۷ دسامبر ۲۰۰۴   | به نمایندگی از قوم هزاره برای مدتی موقت تعیین شده بود.             |
| معاون ریاست جمهوری     | عبدالقدیر        | ۱۹ ژوئن ۲۰۰۲    | ۶ ژوئیه ۲۰۰۲    | به نمایندگی از قوم پشتون برای مدتی موقت تعیین شده بود. ترور شد.    |
| معاون اول ریاست جمهوری | احمد ضیاء مسعود  | ۷ دسامبر ۲۰۰۴   | ۱۹ نوامبر ۲۰۰۹  | در انتخابات ریاست جمهوری ۱۳۸۳ به همراه حامد کرزی انتخاب شد.        |
| معاون دوم ریاست جمهوری | کریم خلیلی       | ۷ دسامبر ۲۰۰۴   | ۲۹ سپتامبر ۲۰۱۴ | در انتخابات ریاست جمهوری ۱۳۸۳ و ۱۳۸۸ به همراه حامد کرزی انتخاب شد. |
| معاون اول ریاست جمهوری | محمدقسیم فهیم    | ۱۹ نوامبر ۲۰۰۹  | ۹ مارس ۲۰۱۴     | در انتخابات ریاست جمهوری ۱۳۸۸ به همراه حامد کرزی انتخاب شد.        |
| معاون اول ریاست جمهوری | یونس قانونی      | ۳۱ مارس ۲۰۱۴    | ۲۹ سپتامبر ۲۰۱۴ | پس از فوت قسیم فهیم به مدت موقت در این سمت فعالیت داشت.            |
| معاون اول ریاست جمهوری | عبدالرشید دوستم  | ۲۹ سپتامبر ۲۰۱۴ | ۱۹ فوریه ۲۰۲۰   | در انتخابات ریاست جمهوری ۱۳۹۳ به همراه اشرف غنی انتخاب شد.         |
| معاون اول ریاست جمهوری | امرالله صالح     | ۱۹ فوریه ۲۰۲۰   | ۱۵ اوت ۲۰۲۱     | در انتخابات ریاست جمهوری ۱۳۹۸ به همراه اشرف غنی انتخاب شد.         |
| معاون دوم ریاست جمهوری | سرور دانش        | ۲۹ سپتامبر ۲۰۱۴ | ۱۵ اوت ۲۰۲۱     | در انتخابات ریاست جمهوری ۱۳۹۳ به همراه اشرف غنی انتخاب شد.         |